# Februari 1997
Dit artikel geeft een chronologisch overzicht van alle belangrijke gebeurtenissen per dag in de maand februari van het jaar 1997.

## Gebeurtenissen

### 1 februari
- Een groep met messen en bijlen gewapende mannen onthoofdt 31 mensen in de Algerijnse stad Médéa, tachtig kilometer ten zuiden van de hoofdstad Algiers.
- Een 31-jarige wachtmeester van de Koninklijke Marechaussee komt in Angola tijdens het zwemmen om het leven in de rivier de Casai.
- Een vliegtuigongeluk in Senegal kost het leven aan 23 Franse toeristen en drie Afrikaanse bemanningsleden. Oorzaak van de ramp is waarschijnlijk het uitvallen van een motor, dertig seconden na het opstijgen van het vliegveld bij de stad Tambacounda.

### 2 februari
- De tweede man van het extreemrechtse Front National, Bruno Mégret, wint de eerste ronde van de verkiezingen voor het burgemeesterschap van een voorstad van Marseille met overmacht.
- Corsicaanse separatisten brengen 61 bommen tot ontploffing. Niemand raakt gewond en de schade blijft beperkt tot gebroken ruiten en vernielde deuren.
- De politieke onrust in Bulgarije dreigt toe te nemen nu de oppositie heeft geweigerd overleg te voeren met de machthebbers over de vorming van een brede coalitie.
- Francis Hoenselaar en Mervyn King winnen in Delden de Open NK darts.
- Hicham El Guerrouj verbetert tijdens een indoorwedstrijd in Stuttgart het wereldrecord op de 1500 meter. De Marokkaanse atleet kwam in de Hans Martin Schleyer Halle tot een tijd van 3.31,18 en was daarmee bijna drie seconden sneller dan de Algerijn Noureddine Morceli in 1991 in Sevilla (3.34,16).

### 3 februari
- Zaïre chartert vliegtuigen die troepen uit Marokko, Togo en Tsjaad moeten vervoeren om de rebellenopmars in het oosten van het land te stuiten.
- De Bulgaarse socialisten trekken zich niets aan van de stakingen en blokkades die Bulgarije verlammen. De ex-communistische regeringspartij keurt een nieuw kabinet goed waarin op de belangrijkste posten dezelfde gezichten terugkeren.
- De Raad van State keert zich tegen het kabinetsplan om een 'omroepgeeltje' van de leden van omroepverenigingen te vragen.
- Het Financieele Dagblad (FD) en het Algemeen Nederlands Persbureau (ANP) gaan een nieuwe financiële nieuwsdienst opzetten.
- De vakbond van contractspelers in het betaald voetbal, de VVCS, ontslaat medewerkers Peter Gerards en Sigi Lens op staande voet, omdat beiden zich niet aan de interne regels gehouden zouden hebben.

### 4 februari
- Vier medewerkers van de Verenigde Naties komen om het leven bij een aanslag in Zuidwest-Rwanda. Een vijfde raakt gewond.
- De Tsjetsjeense autoriteiten zetten de leider van de missie van de Organisatie voor Veiligheid en Samenwerking in Europa (OVSE), Tim Guldimann, het land uit.
- De eilanden Java en Kalimantan worden opgeschrikt door ongeregeldheden, waarbij moslims opnieuw vernielingen aanrichten aan woningen en winkels - voornamelijk van Chinezen -, kerken, auto's en andere voertuigen.
- De luchtvaartstrijd tussen KLM en de kleine prijsvechter EasyJet gaat een nieuwe fase in nu de laatste een enkeltje Schiphol-Londen aanbiedt voor negen gulden.
- O.J. Simpson wordt aansprakelijk bevonden voor dubbele moord en moet 35 miljoen dollar schadevergoeding betalen aan de families van de slachtoffers.

### 5 februari
- De Albanese politie levert opnieuw slag met boze burgers die hun geld hebben belegd in piramidefondsen. In de zuidelijke havenstad Vlorë gebruikt de oproerpolitie waterkanonnen en rubberen kogels om tienduizend demonstranten uiteen te jagen.
- De Doema, de Russische Tweede Kamer, neemt een wet aan die alle kunstschatten die aan het eind van de Tweede Wereldoorlog uit Duitsland zijn weggehaald tot Russisch eigendom verklaart.
- De drie grote banken van Zwitserland kondigen een fonds van €55 miljoen aan voor de slachtoffers van de Holocaust en hun families.

### 6 februari
- President Abdalá Bucaram van Ecuador, bijgenaamd El Loco, wordt afgezet door het Congres. In de hoofdstad Quito omsingelen honderden betogers het parlementsgebouw.
- De Britse Diane Blood verkrijgt het recht om het sperma van haar overleden man te gebruiken om een kind te krijgen.
- Wessel te Gussinklo krijgt voor zijn roman De opdracht de tweejaarlijkse ECI-prijs voor Schrijvers van Nu.
- De werknemers van de grootste Russische scheepswerf voor nucleaire onderzeeërs gaan in staking omdat ze al maanden geen loon hebben ontvangen.
- Strijders in Tadzjikistan, die eerder al een groep Russische journalisten gevangen namen, ontvoeren vier VN-medewerkers.

### 7 februari
- Nederland dient bij de Verenigde Naties een claim in van bijna een miljard gulden voor de schade die honderd bedrijven en 250 particulieren hebben geleden tijdens de Golfoorlog.
- Johan V. alias De Hakkelaar wordt veroordeeld tot een gevangenisstraf van zes jaar. Hij is volgens de rechtbank in Amsterdam "de leider bij uitstek" van een internationale hasjbende die "grote illegale geldstromen genereerde".
- Het Bulgaarse parlement kan voor de tweede achtereenvolgende dag niet vergaderen, omdat de socialisten de zitting boycotten.
- Bij vier bedrijven in Nederland wordt de varkenspest vastgesteld.

### 8 februari
- Een 22-jarige man schiet zijn geweer leeg op voorbijgangers in het noordelijke Nieuw-Zeelandse stadje Raurimu. Daarbij vallen zes doden en vijf gewonden.
- Een Grieks vrachtschip zinkt in een storm voor de kust van Noorwegen, met aan boord twintig Poolse opvarenden.
- Scotty Bowman behaalt als eerste coach in de geschiedenis van de NHL de duizendste overwinning.
- Tijdens de 22ste Nacht van de Césars, de Franse tegenhanger van de Amerikaanse Oscars, wordt de film Ridicule van Patrice Leconte uitgeroepen tot de beste film van 1996.

### 9 februari
- Het extreemrechtse Front National wint de tweede ronde van de gemeenteraadsverkiezingen in Vitrolles, waardoor de partij nu in vier Franse steden de macht heeft.
- Het Ecuadoraanse Congres benoemt vicepresident Rosalía Arteaga unaniem tot tijdelijk opvolgster van de drie dagen eerder afgezette president Abdalá Bucaram.
- Het front tussen het Zaïrese leger en de Zaïrese Tutsi-opstandelingen verplaatst zich opnieuw verder naar het westen, richting Kisangani.
- The Simpsons streven The Flintstones voorbij als langstlopende animatieserie in primetime.

### 10 februari
- De Bosnische autoriteiten kondigen een avondklok af in Mostar nadat een moslim is gedood en 22 anderen gewond zijn geraakt.
- De Baskische terreurorganisatie ETA schiet een lid van het Spaanse Hooggerechtshof door voor de deur van zijn huis in Madrid.
- Ex-atleet en B-filmacteur O.J. Simpson wordt door een verdeelde jury in de Verenigde Staten veroordeeld tot een financiële straf van 25 miljoen dollar, te betalen aan de families van de vermoorde Ronald Goldman en Nicole Brown.
- Het proces tegen de Duitse oorlogsmisdadiger Erich Priebke begint van voren af aan voor een krijgsraad in Rome, zo beslist het Italiaanse Hof van Cassatie.

### 11 februari
- Twee Nederlandse militairen van de NAVO-vredesmacht in Bosnië-Herzegovina komen om het leven bij een verkeersongeluk. Hun YPR-pantservoertuig stort in een ravijn.
- Bij huiszoekingen in Nederland, België en Italië houdt de politie zes mannen aan. Zij worden ervan verdacht lid te zijn van een bende die zich bezighield met drugshandel, het witwassen van geld en heling van gestolen auto's.
- Kroaten in Mostar beletten 26 moslims naar de woningen terug te keren die zij een dag eerder uit angst voor nieuwe incidenten hadden verlaten.
- Het Servische parlement erkent alsnog de overwinning van de oppositie bij de lokale verkiezingen van 17 november. De oppositie, verenigd in Zajedno (Samen), kondigt onmiddellijk aan haar manifestaties te zullen voortzetten.
- De KNVB treft een schikking met de aandeelhouders van Sport 7. De voetbalbond ontvangt 44 miljoen gulden in ruil voor het stopzetten van alle juridische procedures.

### 12 februari
- De nieuwe president van Tsjetsjenië, Aslan Maschadov, legt de ambtseed af en belooft de Tsjetsjenen de eenzijdig uitgeroepen onafhankelijkheid van de Kaukasusrepubliek te versterken en te beschermen.
- Een van de invloedrijkste adviseurs van de Noord-Koreaanse leider Kim Jong-il loopt over naar het zuiden. Hwang Jang-yop, topideoloog van het bewind, vlucht met een medewerker de Zuid-Koreaanse ambassade in Peking binnen.
- De Britse premier John Major geeft het startschot voor de campagne die zijn land de eindronde van het WK voetbal 2006 moet bezorgen.
- Jan Maarten Heideman wint in Utrecht als eerste schaatser ooit een schaatsmarathon op klapschaatsen.
- Bij een vechtpartij tussen twee scholieren op het Albeda College in Rotterdam gebruikt een van hen een gaspistool.

### 13 februari
- Een Tadzjiekse guerrillagroep die veertien gijzelaars vasthoudt, schiet één gegijzelde militaire VN-waarnemer dood. De executie wordt gemeld door twee van de Russische journalisten die eveneens door de groepering gevangen worden gehouden.
- Door prijsstijging van de olie en kostendaling boekt Shell over het boekjaar 1996 'de hoogste winst ooit'. Bijna 15 miljard gulden is het resultaat van de oliemaatschappij: 35 procent meer dan 1995.
- De Gasunie gaat Nederlands gas verkopen aan Polen. De Nederlandse maatschappij sluit een principeakkoord met de Poolse gasmaatschappij POGC over de levering van 2 miljard kubieke meter aardgas per jaar over een periode van 15 jaar.
- Rikkert Faneyte beëindigt zijn profcarrière als honkballer in de Verenigde Staten. De 27-jarige Amsterdammer wil in Nederland zijn loopbaan voortzetten.

### 14 februari
- Karin Adelmund wordt met 97 procent van de stemmen gekozen tot voorzitter van PvdA.
- Froduald Karamira, een leider van de Interahamwe en een van de belangrijkste aanstichters van de genocide in Rwanda (1994), wordt in Kigali ter dood veroordeeld.
- Het Lagerhuis van het Tsjechische parlement stemt met grote meerderheid in met de verklaring over verzoening tussen Tsjechië en Duitsland.
- De Staat der Nederlanden tekent hoger beroep aan tegen de uitspraak van de president van de Amsterdamse rechtbank dat gedetineerden het recht hebben hun eigen arts te kiezen.

### 15 februari
- De spanning tussen de twee Korea's neemt toe door de moordaanslag in Zuid-Korea op een Noord-Koreaanse overloper.
- Naar schatting achtduizend vrouwen demonstreren in de Turkse hoofdstad Ankara vóór een seculier Turkije. Volgens de vrouwen is de Turkse staat van Kemal Atatürk onder de huidige regering van de islamistische premier Necmettin Erbakan afgegleden naar een koers die dreigt uit te monden in de islamisering van het land.
- Tara Lipinski, 14 jaar en slechts 1,42 meter hoog, voert zeven drievoudige sprongen uit op het ijs in country- en westernplaats Nashville en verovert daarmee de Amerikaanse titel kunstrijden.

### 16 februari
- Honderddrieënzeventig Tamils vragen politiek asiel aan op Schiphol. De vluchtelingen zijn onverwacht op de luchthaven gearriveerd met een vlucht van Turkmenistan Airways, een maatschappij die gewoonlijk niet op Nederland vliegt.
- De Zaïrese rebellenleider Laurent Kabila belooft de VN een aanval op het vluchtelingenkamp Tingi-Tingi uit te stellen, ondanks de aanwezigheid van Rwandese Hutu-extremisten en restanten van het twee jaar geleden verslagen Hutu-leger.
- De varkenspest in Noord-Brabant blijft zich uitbreiden. Opnieuw drie bedrijven worden besmet verklaard, waarmee het totaal op zeventien komt.
- De WK langebaanschaatsen allround in Nagano leveren een lawine aan records op. In totaal worden 147 records verbeterd: 1 wereldrecord, 16 nationale records, 19 kampioenschapsrecords, 34 baanrecords en 77 persoonlijke toptijden.
- Voetballer Earnest Stewart zorgt tijdens Sparta-NAC Breda voor twee records. De aanvaller van de Brabantse club speelt zijn 250ste competitiewedstrijd en maakt met zijn tweede treffer het 500ste doelpunt van het seizoen 1996/97.

### 17 februari
- De interim-regering van Bulgarije spreekt de wens uit om lid te worden van de NAVO. Bulgarije is de enige voormalige bondgenoot van de Sovjet-Unie die zich nog niet had aangemeld voor deelname aan het westerse bondgenootschap.
- De Stichting Samenwerkend Verzet wendt zich schriftelijk tot de Duitse bondskanselier Helmut Kohl met het dringende verzoek tot stopzetting van de uitkeringen aan oud-SS'ers, onder wie een onbekend aantal mensen van Nederlandse origine.
- Gevechtsvliegtuigen van de Zaïrese luchtmacht werpen bommen af boven drie steden in Oost-Zaïre die in handen zijn van rebellen.
- De rockmusical Tommy, een co-productie van Endemol, wordt bekroond met drie Sir Lawrence Olivier Awards.

### 18 februari
- Een 52-jarige man uit Schijndel gijzelt drie werknemers van het belastingkantoor in Den Bosch. Hij was gewapend met een alarmpistool en een mes.
- Gevechtsvliegtuigen van de Zaïrese luchtmacht werpen volgens een regeringswoordvoerder in Kinshasa voor de tweede achtereenvolgende dag bommen af boven de door rebellen gecontroleerde steden Bukavu, Shubunda en Walikale in Oost-Zaïre.

### 19 februari
- De laatste grote revolutionair van China, Deng Xiaoping, sterft op 92-jarige leeftijd. Weken van rouw om de leider volgden.
- De Zuid-Afrikaanse president Nelson Mandela nodigt de strijdende partijen in Zaïre uit op de kortst mogelijke termijn naar Kaapstad te komen voor overleg over de burgeroorlog in Oost-Zaïre.
- De bouw van de omstreden Bakun-dam in het Oost-Maleisische Sarawak gaat door. De aanleg van deze dam, die de op een na grootste van de wereld moet worden, is eerder verhinderd door een rechter die vond dat het waterkrachtproject niet voldeed aan de milieu-eisen.

### 20 februari
- De ontslagen werknemers van de spelersvakbond VVCS, Peter Gerards en Sigi Lens, vechten hun ontslag bij de rechter.
- Haile Gebrselassie verpulvert tijdens indoorwedstrijden in Stockholm zijn wereldrecord op de 5000 meter. De Ethiopiër komt als eerste atleet in de historie op een binnenbaan onder de grens van dertien minuten: 12.59,04.
- NetHold, exploitant van de betaaltv-zenders Filmnet en Supersport, gaat honderd van de 350 werknemers op zijn internationaal hoofdkantoor in Hoofddorp ontslaan.

### 21 februari
- Een pantservoertuig van de NAVO-vredesmacht SFOR in de Zuid-Bosnische stad Mostar wordt getroffen door een granaat. De vijf Spaanse soldaten in het voertuig komen met de schrik vrij.
- Het bewind van president Imomali Rachmonov en de islamitische rebellen van Tadzjikistan bereiken na een burgeroorlog van vier jaar overeenstemming over een machtsdeling in het land.
- Drie freelance-medewerkers van de Volkskrant spannen, samen met de journalistenvakbond NVJ, een proces aan tegen de krant en uitgever PCM in verband met hergebruik van hun werk in elektronische uitgaven van de krant.
- Zoran Djindjic, een van de leiders van de Servische oppositie, wordt gekozen tot de nieuwe burgemeester van Belgrado. Daarmee bezegelt de oppositie haar overwinning in een drie maanden durende strijd met het bewind van president Slobodan Milošević over de uitslag van de gemeenteraadsverkiezingen.
- De ontmaskering van de Mexicaanse 'drugstsaar' generaal Jesús Gutiérrez Rebollo als informant van een van de vier grote drugskartels brenmt de Amerikaanse en Mexicaanse regeringen in ernstige verlegenheid.
- De Zuid-Afrikaanse vice-president Thabo Mbeki voert in Kaapstad verkennende gesprekken met afgezanten van de Zaïrese regering en rebellenleider Laurent Kabila.
- ADO Den Haag legt een supporter een levenslang stadionverbod op. De eerstedivisieclub spreekt de straf uit omdat de man op 4 oktober 1996 een zware bom onder de spelersbus van .FC Den Bosch had gelegd

### 22 februari
- De geboorte van het schaap Dolly, het eerste gekloonde zoogdier, wordt bekendgemaakt. De geboorte zelf was op 5 juli 1996.
- Nico Rienks en Ronald Florijn worden benoemd tot ereleden van de Koninklijke Nederlandsche Roeibond (KNRB). Trainingscoördinator René Mijnders en chef d'equipe Henk Hospers ontvangen de erepenning in goud.
- Zweden legt opnieuw beslag op de tafeltennistitel in de Europese Superliga. De ploeg van kopman Jan-Ove Waldner verslaat Frankrijk in de finale met 4-2.
- Euro-commissaris Hans van den Broek wimpelt een uitdrukkelijk laatste verzoek van de partijtop om de nieuwe CDA-lijsttrekker te worden.
- Naar schatting honderdduizend demonstranten gaan in Parijs de straat op om te protesteren tegen de nieuwe migratiewet, die in tweede lezing wordt behandeld in het Franse parlement.

### 23 februari
- De regeringspartij van Kroatië, de HDZ, nomineert president Franjo Tudjman op een congres als kandidaat voor de presidentsverkiezingen.
- Vendex Food Groep gaat de negen nog bestaande Dagmarkt-supermarkten ombouwen tot Via-gemakswinkels.
- Europarlementariër Phillippe de Villiers, voorzitter van de Beweging voor Frankrijk, eist herinvoering van de doodstraf na arrestaties rond de moord op vier jonge vrouwen.
- Een onbekende vernielt in het Museum voor Schone Kunsten in Gent vijf schilderijen met een scherp voorwerp.
- Het eerste Italiaanse voetbalseizoen van Edgar Davids eindigt in een drama als de middenvelder van AC Milan met een gebroken been van het veld moet in het duel tegen Perugia.
- De Pakistaanse hockeyer Shahbaz Ahmed, bijgenaamd The man with the electric heels, maakt zijn debuut voor Oranje Zwart.

### 24 februari
- Twee Franse hulpverleners van de organisatie Actie tegen Honger worden vastgehouden in een staatshotel in Kabul. De fundamentalistische Taliban-milities, die de dienst uitmaken in de hoofdstad van Afghanistan, beschuldigen beide hulpverleners van "immorele daden", die in strijd zijn met de principes van de islam.
- Na twee dagen van studentenprotesten sluit de universiteit van Nairobi haar poorten. De 19.000 studenten worden voor onbepaalde tijd naar huis gestuurd.
- De Internationale Helsinki Federatie beschuldigt het bewind van de Georgische president Eduard Sjevardnadze van "opzettelijke schending van het grootste deel van de internationaal erkende mensenrechten".
- Rodamco BV, de wereldwijd opererende onroerendgoedonderneming van de Rebeco groep, neemt een belang van 590 miljoen gulden in drie grote winkelcentra van Corporate Property Investors (CPI) in Noord-Amerika.
- Het eerste elftal van de amateurvoetbalclub TOB (Tuindorp Oost-Zaan Boys) wordt door de tuchtcommissie van de KNVB voorlopig teruggetrokken uit de competitie vanwege de molestatie van een scheidsrechter door een aanhanger van de club.

### 25 februari
- Bij de arrestatie van drie mannen nemen de politie Amsterdam-Amstelland, de douane en de FIOD tweehonderd kilo cocaïne en zeventien vuurwapens in beslag.
- De 6-1 nederlaag van FC Groningen tegen Vitesse moet trainer Hans Westerhof bekopen met ontslag.
- Een zware storm met venijnige windstoten richt in Nederland veel schade aan. Eén man raakt gewond.
- Na een schietpartij waarbij twee doden en zes gewonden vallen, heropent het observatiedek van het Empire State Building in New York onder zwaar verscherpte bewaking de deuren.
- Ruim 1.400 van de 1.700 werknemers bij aardappelzetmeelconcern Avebe leggen het werk neer. Ze eisen dat niemand gedwongen wordt ontslagen.

### 26 februari
- De luchthaven Schiphol kan niet onbeperkt blijven groeien. Het Nederlandse kabinet wil vasthouden aan de grenzen die in 1995 aan het vliegveld zijn gesteld.
- Tegenstanders van de nieuwe metrolijn in Amsterdam diene een verzoek in voor een referendum. Ze hebben 36 duizend handtekeningen ingeleverd bij de gemeente, wat ruim voldoende is.
- Alexander Brener, de kunstenaar die begin 1997 een groen dollarteken op een schilderij van Malevitsj in het Stedelijk Museum in Amsterdam heeft gespoten, krijgt een gevangenisstraf van tien maanden, waarvan vijf voorwaardelijk.
- De Russin Ljoebov Jegorova raakt haar wereldtitel skilopen 5 km (klassieke stijl). Ze wordt betrapt op het gebruik van verboden stimulerende middelen, en geeft later toe dat ze bromantan had gebruikt.
- Het Nederlands voetbalelftal verliest in het Parc des Princes in Parijs met 2-1 van Frankrijk. Dennis Bergkamp opent nog wel de score voor de ploeg van bondscoach Guus Hiddink in het vriendschappelijke duel, maar daarna slaan Les Bleus toe via Robert Pirès en Patrice Loko.

### 27 februari
- De Franse Assemblée Nationale stemt met 113 tegen 61 stemmen in met een omstreden immigratiewet.
- Voor het eerst sinds het begin van de aids-epidemie wordt in de Verenigde Staten een daling geconstateerd van het aantal doden als gevolg van de ongeneeslijke ziekte.
- De gemeente Nijmegen wil anonieme tips over mensen die mogelijk frauderen met hun uitkering niet in behandeling nemen, tot ongenoegen van het ministerie van Sociale Zaken en het Openbaar Ministerie in Arnhem.
- VVD-minister Hans Dijkstal van Binnenlandse Zaken presenteert het nieuwe alarmnummer 1-1-2 dat vanaf 1 maart het tot nu toe gebruikte alarmnummer 06-11 vervangt.
- De directie van Renault kondigt aan dat haar vestiging in Vilvoorde wordt gesloten. Hierdoor worden 3100 mensen werkloos.

### 28 februari
- Joegoslavië en de Bosnisch-Servische republiek sluiten een verdrag over vergaande samenwerking. Het werd in Belgrado ondertekend in aanwezigheid van de Servische leider Slobodan Milošević, die volgens waarnemers probeert zijn imago te herstellen door de banden met de volksgenoten in Bosnië weer aan te halen.
- In het noordwesten van Iran vallen duizend doden bij een beving met een kracht van 5,5 op de schaal van Richter.
- Vakbonden en directie van Avebe in Veendam bereiken een akkoord bereikt over de reorganisatie van het aardappelzetmeelbedrijf. Daardoor wordt de staking beëindigd.
- De hoofdredacteur van het Surinaamse STVS-televisiejournaal, Glenn Truidemann, wordt ontslagen. Vicepremier Pretaap Radhakishun van de regering-Wijdenbosch II stuurt hem de laan uit wegens "opruiende berichtgeving".

<< · januari · februari · maart · april · mei · juni · juli · augustus · september · oktober · november · december · >>